# Intextomyces aureus
Intextomyces aureus är en svampart som först beskrevs av Leif Ryvarden, och fick sitt nu gällande namn av Hjortstam 1995. Intextomyces aureus ingår i släktet Intextomyces, klassen Agaricomycetes, divisionen basidiesvampar och riket svampar.   Inga underarter finns listade i Catalogue of Life.